# Damnation du docteur Faust
Pour les articles homonymes, voir Faust (homonymie).
Pour plus de détails, voir Fiche technique et Distribution.
Damnation du docteur Faust est un film de Georges Méliès sorti en 1904 au début du cinéma muet.

## Synopsis
En échange de son âme, Méphistophélès rend la jeunesse au docteur Faust. Il séduit Marguerite en lui offrant des bijoux, tandis que Méphistophélès joue de la mandoline. Faust tue Valentin, frère de Marguerite en duel. Celle-ci regrette d'avoir été tentée, se repent et meurt. Alors que Méphistophélès emmène Faust en enfer, (ils disparaissent sous la scène, grâce à une trappe), Marguerite, elle, monte au ciel.

## Fiche technique
- Titre : Damnation du docteur Faust
- Réalisation : Georges Méliès
- Durée : 4 minutes 30 secondes
- Date de sortie : France : 1904

## Distribution
- Georges Méliès : Méphistophélès

## Autour du film
Georges Méliès avait déjà adapté Faust dans trois précédents films : Faust et Marguerite, en 1897, La Damnation de Faust, en 1898, et Faust aux enfers, en 1903.